# Râul Rovine, Bistra
Râul Rovine este un curs de apă, afluent al râului Bistra. 